# 旧制中等教育学校の一覧 (高知県)
高知県における旧制中等教育学校の一覧（きゅうせいちゅうとうきょういくがっこうのいちらん）とは、学制改革前（第二次世界大戦前）の高知県内での旧学制の中等教育学校をまとめた一覧である。

## 旧制中学校

### 公立
- 変則中学校（1874年）⇒ 高知県師範学校附属変則中学校 ⇒ 高知中学校（1878年）⇒ 高知県尋常中学校 ⇒ 高知県中学校 ⇒ 高知県立第一中学校 ⇒ 高知県立高知城東中学校 ⇒《新制》高知県立高知新制高等学校 ⇒ 高知県立高知追手前高等学校
- 海南私塾（1873年）⇒ 海南学校 ⇒ 高知県私立中学海南学校（1888年）⇒ 高知県尋常中学海南学校 ⇒ 高知県第二中学校 ⇒ 高知県立中学海南学校 ⇒ 高知県立海南中学校 ⇒《新制》高知県立海南高等学校 ⇒ 高知県立城北高等学校 ⇒ 高知県立高知小津高等学校
  - 高知県立第二中学校（1899年：高知県尋常中学海南学校に併設）⇒（1912年：高知県立第一中学校に統合）
  - 高知県立城北中学校（1922年：高知県尋常中学海南学校に併設）⇒（1931年：中学海南学校に統合）
- 高知県立第一中学校分校（1900年）⇒ 高知県立第三中学校 ⇒ 高知県立第二中学校（1912年）⇒ 高知県立安芸中学校 ⇒《新制》高知県立安芸高等学校 ⇒ 高知県立安芸中学校・高等学校（2002年）
- 高知県立第二中学校分校（1900年）⇒ 高知県立第四中学校 ⇒ 高知県立第三中学校（1912年）⇒ 高知県立中村中学校 ⇒《新制》高知県立中村高等学校 ⇒ 高知県立中村中学校・高等学校（2002年）
- 高知県立宿毛中学校（1944年）⇒《新制》高知県立宿毛高等学校 ⇒（1949年：宿毛女子高等学校と統合）
- 高知県立城山中学校（1946年）⇒《新制・城山高等女学校と統合》高知県立城山高等学校
- 高知県立須崎中学校（1946年）⇒《新制・須崎高等女学校と統合》高知県立須崎高等学校 ⇒（2019年：統合）高知県立須崎総合高等学校
- 高知県立高岡中学校（1946年）⇒《新制・高岡高等女学校と統合》高知県立高岡高等学校
- 高知県立室戸中学校（1946年）⇒《新制・室戸高等女学校と統合》高知県立高知室戸高等学校 ⇒ 高知県立室戸高等学校（1949年）
- 高知県立中村中学校清水分教場（1947年）⇒《新制・統合》高知県立中村高等学校清水分教場 ⇒（1949年：独立）高知県立清水高等学校

### 私立
- 土佐中学校（1920年）⇒《新制》土佐中学校・高等学校

## 高等女学校

### 公立
- 高知県尋常中学校女子部（1887年）⇒ 高知県高等女学校（1893年）⇒ 高知県立高等女学校 ⇒ 高知県立高知高等女学校 ⇒ 高知県立高知第一高等女学校 ⇒（1946年：統合）高知県立高知高等女学校 ⇒《新制》高知県立高知女子高等学校 ⇒（1949年：共学化）高知県立高知丸の内高等学校
- 高知県立第二高等女学校（1926年：高知県女子師範学校に併設）⇒（1946年：高知県立高知高等女学校に統合）
- 私立幡多郡実業女学校（1908年）⇒ 幡多郡立実業女学校 ⇒ 幡多郡立実科高等女学校 ⇒ 幡多郡立裁縫女学校 ⇒ 幡多郡立高等女学校（1918年）⇒ 幡多郡高等女学校 ⇒ 高知県立中村高等女学校 ⇒《新制》高知県立中村女子高等学校 ⇒（1949年：統合）高知県立中村高等学校 ⇒ 高知県立中村中学校・高等学校（2002年）
- 安芸郡立高等女学校（1920年）⇒ 高知県立安芸高等女学校 ⇒《新制》高知県立安芸女子高等学校 ⇒（1949年：統合）高知県立安芸高等学校 ⇒ 高知県立安芸中学校・高等学校（2002年）
- 高知県立佐川高等女学校（1922年）⇒《新制》高知県立佐川高等学校
- 高知県立山田高等女学校（1941年）⇒《新制》高知県立山田高等学校
- 弘岡実業女学校（1908年）⇒ 弘岡実科高等女学校 ⇒ 弘岡高等女学校（1943年）⇒（1945年：統合して高知県立弘岡農業学校女子部）
- 高知県立城山高等女学校（1946年）⇒《新制・統合》高知県立城山高等学校
- 高知県立須崎高等女学校（1946年）⇒《新制・統合》高知県立須崎高等学校 ⇒（2019年：統合）高知県立須崎総合高等学校
- 高知県立高岡高等女学校（1946年）⇒《新制・統合》高知県立高岡高等学校
- 高知県立室戸高等女学校（1946年）⇒《新制・統合》高知県立高知室戸高等学校 ⇒ 高知県立室戸高等学校（1949年）
- 高知県立中村高等女学校宿毛分教場（1946年）⇒《新制》高知県立宿毛女子高等学校 ⇒（1949年：統合）高知県立宿毛高等学校
- 高知県立中村高等女学校清水分教場（1947年）⇒《新制・統合》高知県立中村高等学校分教場 ⇒（1949年：独立）高知県立清水高等学校
- 高坂高等女学校 ⇒（1946年：統合）高知県立南海高等女学校 ⇒（新制）高知県立南海女子高等学校 ⇒（1949年：公立高校再編により廃校）
- 藤蔭高等女学校 ⇒（1946年：高知県立南海高等女学校に統合）

### 私立
- 私立高知女学校（1902年）⇒ 私立土佐女学校 ⇒ 私立土佐高等女学校（1904年）⇒ 土佐高等女学校 ⇒《新制》土佐第一高等学校 ⇒ 土佐女子中学校・高等学校（1951年）
- 高知女子商業学校（1944年）⇒ 橘高等女学校（1946年）⇒《新制・統合》城東中学校・高等学校 ⇒ 高知中学校・高等学校（1956年）
- 高知女学会（1901年）⇒ 清和女学校（1936年）⇒《新制》清和女子高等学校 ⇒ 清和女子中学校・高等学校（1965年）

## 実業学校

### 公立
- 高知県農学校（1890年）⇒ 高知県簡易農学校 ⇒ 高知県立農林学校 ⇒ 高知県立農業学校 ⇒《新制》高知県立高知農業高等学校
- 簡易商業学校（1898年）⇒ 高知商業学校（1899年）⇒《新制》高知市立高知商業高等学校
- 私立高知工業学校（1912年）⇒ 高知工業学校 ⇒ 高知県立高知工業学校（1923年）⇒《新制》高知県立高知工業高等学校
- 高知県立弘岡農業学校（1941年）⇒《新制》高知県立弘岡農業高等学校 ⇒ 高知県立高知園芸高等学校（1971年）⇒ 高知県立春野高等学校（2006年）
- 高知県立須崎工業学校（1941年）⇒《新制》高知県立須崎工業高等学校 ⇒（2019年：統合）高知県立須崎総合高等学校
- 高知県窪川農業学校（1942年）⇒《新制》高知県窪川農業高等学校 ⇒ 高知県立窪川高等学校（1949年）
- 檮原村立孝山塾青年学校（1934年）⇒ 高知県立檮原農林学校（1947年）⇒《新制》高知県立檮原農業高等学校 ⇒ 高知県立檮原高等学校（1949年）
- 高知県立幡多農林学校（1941年）⇒《新制》高知県立幡多農業高等学校 ⇒ 高知県立幡多農工高等学校 ⇒ 高知県立幡多農業高等学校（1969年）

### 私立
- 江陽学舎 ⇒ 城東商業学校 ⇒《新制・統合》城東中学校・高等学校 ⇒ 高知中学校・高等学校

## その他
- 高知県立高知夜間中学 ⇒ 高知県立高知城東中学校 ⇒ 高知県立建依中学校 ⇒ 高知県立高知北高等学校定時制